# آصلی ملیسا اوزون
آصلی ملیسا اوزون (انگلیسی: Aslı Melisa Uzun؛ زادهٔ ۱۱ نوامبر ۱۹۹۵) بازیگر، و مدل (شخص) اهل ترکیه است.
از فیلم‌ها یا برنامه‌های تلویزیونی که وی در آن نقش داشته است می‌توان به پرنده سحرخیز اشاره کرد.